# Jean Garrigues
Pour les articles homonymes, voir Garrigues.
Jean Garrigues, né en 1959 à Paris, est un historien et universitaire français, spécialiste d'histoire politique. Professeur émérite d'histoire contemporaine à l'université d'Orléans, il préside le Comité d'histoire parlementaire et politique de 2002 à 2024 et dirige la revue Parlement(s) : revue d'histoire politique depuis 2003. 

## Biographie

### Origines et formation
Né en 1959,, Jean Garrigues est ancien élève de l’École normale supérieure de Fontenay-Saint-Cloud (1980L) et agrégé d'histoire.
Docteur en histoire, il soutient, le 28 janvier 1993, sous la direction de Philippe Vigier, une thèse de doctorat à l'université Paris-X intitulée « Léon Say et le Centre gauche (1871-1896) : la grande bourgeoisie libérale dans les débuts de la Troisième République ».
En 1999, il présente, toujours à l'université Paris-X, son habilitation à diriger des recherches déclinée en deux dossiers : le premier volume s'intitule Recherches sur la vie politique de la Troisième République (1870-1900) ; le second, Recherches sur l’influence politique des milieux d’affaires (1870-1936).

### Carrière universitaire
Actuellement, Jean Garrigues est professeur émérite d'histoire contemporaine à l'université d'Orléans. 

### Responsabilités académiques
Il préside le Comité d'histoire parlementaire et politique (CHPP) entre 2002 et 2024 et dirige la revue Parlement(s) : revue d'histoire politique depuis 2003.
Il est membre des jurys du prix de thèse de l'Assemblée nationale et du Sénat, du prix du livre d'histoire du Sénat, du conseil scientifique des Rendez-vous de l'Histoire, de l'Institut Pierre-Mendès-France et des Amis de Georges Clemenceau. Il a aussi été membre du jury prix du livre d'histoire contemporaine Quartier Latin, du Comité d'histoire de la ville de Paris et du conseil d'administration de la Société d'histoire de 1848 et de l'Association des historiens contemporanéistes de l'enseignement supérieur.

### Interventions médiatiques
Jean Garrigues intervient régulièrement dans plusieurs émissions de radio ou de télévision, comme C dans l'air (sur France 5), Punchline (sur CNews), On va plus loin (sur Public Sénat), Ça vous regarde (sur LCP - Assemblée nationale) ou encore Grandes Voix (sur Europe 1). Depuis 2021, il écrit aussi des articles pour l'hebdomadaire Franc-Tireur.

## Publications

### Ouvrages
- Images de la Révolution française : l'imagerie républicaine de 1789 à nos jours (préface de René Rémond), Paris, éditions Du May - BDIC, 1988, 175 p.
- Le Général Boulanger, Paris, Olivier Orban, 1991, 378 p. (ISBN 2-85565-549-8).
- Banania : histoire d'une passion française, Paris, éditions Du May, 1991, 118 p.
- Le Boulangisme, Paris, PUF, coll. « Que-sais-je ? », no 2698, 1992, 127 p.
- Dictionnaire d'histoire du XXe siècle (avec Anne Carol et Martin Ivernel), Paris, Hatier, coll. « Initial », 1993 ; rééd. 1997, 500 p.
- La France de 1848 à 1870, Paris, Armand Colin, coll. « Cursus. Histoire », 1995, 190 p. (ISBN 2-200-21666-1, présentation en ligne).
- La France de 1848 à 1914, Paris, Seuil, coll. « Mémo », juin 1997, 63 p.
- La République des hommes d'affaires, 1870-1900, Paris, Aubier, coll. « Histoires », 1997, 432 p. (ISBN 2-7007-2280-9, présentation en ligne), [présentation en ligne].
- Les objets racontent l'histoire (avec Marie-Hélène Baylac), Paris, Larousse, coll. « La Mémoire de l'Humanité », 2000, 263 p.
- La France au XIXe siècle 1814-1914 (avec Philippe Lacombrade), Paris, Armand Colin, coll. « Campus », 2001, 190 p.
- Les patrons et la politique : de Schneider à Seillière, Paris, Perrin, 2002, 360 p.
- Les scandales de la République : de Panama à l'affaire Elf, Paris, Robert Laffont, 2004, 350 p.
- Les grands discours parlementaires de la Troisième République, vol. 1. De Victor Hugo à Clemenceau, vol. 2. De Clemenceau à Léon Blum, Paris, Armand Colin, 2006.
- Les grands discours parlementaires de la Cinquième République, Armand Colin, 2006, 385 p.
- Industrie et Politique en Europe occidentale et aux États-Unis XIXe – XXe siècles, avec D. Barjot, O. Dard, D. Musiedlak, E. Anceau, Presses de l’Université Paris-Sorbonne, 2006.
- Centre et centrisme en Europe XIXe – XXe siècles, avec Sylvie Guillaume, Peter Lang Éditions, 2006.
- Un Professeur en République. Mélanges en l’honneur de Serge Berstein, avec R. Baudui, G. Piketty, M. Leymarie, D. Musiedlak, Fayard, 2006.
- Histoire du Parlement de 1789 à nos jours (dir.), Paris, Armand Colin, 2007, 515 p. Prix Saintour 2008 de l'Académie des sciences morales et politiques.
- La France de la Ve République 1958-2008 (dir.), Paris, Armand Colin, 2008.
- Comprendre la Ve République, avec Sylvie Guillaume et Jean-François Sirinelli, PUF, 2008.
- Les hommes providentiels : histoire d'une fascination française, Paris, Éditions du Seuil, 2012, 459 p. (ISBN 978-2-02-097457-8, présentation en ligne).
- Les scandales de la République : de Panama à l'affaire Cahuzac, Nouveau Monde Éditions, 2013.
- Le monde selon Clemenceau : formules assassines, traits d'humour et prophéties, Tallandier, 2014, réédition poche Tempus, 2017.
- Histoire secrète de la corruption sous la Ve République, avec Yvonnick Denoël, Nouveau Monde Éditions, 2015 (Nouveau Monde Poche, 2016).
- Chaban-Delmas. L'Ardent, Tribuns, La Documentation française, 2015.
- Élysée Circus : une histoire drôle et cruelle des présidentielles, avec Jean Ruhlmann, Tallandier, 2016.
- Présidents : au cœur du pouvoir, Le Faune Éditeur, 2016.
- Les Grands discours parlementaires de Mirabeau à nos jours, Armand Colin, 2017.
- Clemenceau, avec Renaud Dély et Stefano Carloni, Ils ont fait l'histoire, Fayard-Glénat, 2017.
- La République incarnée. De Léon Gambetta à Emmanuel Macron, Perrin, 2019.
- Une histoire érotique de l'Élysée. De la Pompadour aux paparazzi, Payot, 2019, 256 p.
- Charles de Gaulle. L'Homme providentiel dans un transat, Dunod, Collection « À la plage », 2020, 175 p.
- Les Perdants magnifiques. de 1958 à nos jours, Tallandier, 2020, 285 p.
- Élysée contre Matignon. Le couple infernal, de 1958 à nos jours, Tallandier, 2022, 440 p.
- Jours heureux. Quand les Français rêvaient encore, Payot Histoire, 2023, 255 p.
- Les Grands Discours qui ont marqué la France, Dunod Poche, 2024, 276 p.

### Direction d'ouvrages
- Les groupes de pression dans la vie politique contemporaine en France et aux États-Unis de 1820 à nos jours, Rennes, Presses universitaires de Rennes, coll. « Carnot », 2002, 308 p. (ISBN 2-86847-667-8, présentation en ligne).
- Rémi Baudouï (dir.), Jean Garrigues (dir.), Michel Leymarie (dir.), Didier Musiedlak (dir.) et Guillaume Piketty (dir.), Un professeur en République : mélanges en l'honneur de Serge Berstein, Paris, Fayard, 2006, 306 p. (ISBN 2-213-62953-6).
- La République des traîtres de 1958 à nos jours, Tallandier, 2018.
- Pierre Allorant (dir.), Walter Badier (dir.) et Jean Garrigues (dir.), 1870, entre mémoires régionales et oubli national : se souvenir de la guerre franco-prussienne, Rennes, Presses universitaires de Rennes, coll. « Histoire », 2019, 297 p. (ISBN 978-2-7535-7768-8, présentation en ligne), [présentation en ligne].